# Lynn (Arkansas)
Lynn è un comune degli Stati Uniti d'America, situato in Arkansas, nella contea di Lawrence. Lynn si trova nella contea di Lawrence occidentale a 36°0′24″N 91°15′8″W (36.006640, -91.252121). 

## Autostrade
- L'autostrada 25 è la strada principale di Lynn. Conduce a nord-est per 13 miglia (21 km) a Black Rock e a sud-ovest per 5 miglia (8 km) a Strawberry.
- L'autostrada 361 conduce a sud di Lynn per 13 km fino a Saffell .

## Dati demografici (relativi all'anno 2000)
Secondo il censimento del 2000, c'erano 315 persone, 136 famiglie e 96 famiglie residenti nella città. La densità di popolazione era di 50,5/km 2 (130,8/mi 2 ). C'erano 151 unità abitative con una densità media di 24,2/km 2 (62,7/mi 2 ). La composizione razziale della città era del 97,46% di bianchi , dello 0,95% di altre razze e dell'1,59% di due o più razze. Lo 0,63% della popolazione era ispanico o latinoamericano di qualsiasi razza.
C'erano 136 famiglie, di cui il 29,4% aveva figli di età inferiore ai 18 anni che vivevano con loro, il 54,4% erano coppie sposate che convivono, il 14,7% aveva una donna capofamiglia senza marito presente e il 29,4% non erano famiglie. Il 26,5% di tutte le famiglie era composto da individui e il 16,9% aveva qualcuno che viveva da solo di età pari o superiore a 65 anni. La dimensione media della famiglia era 2,32 e la dimensione media della famiglia era 2,74.
Nel comune la popolazione era distribuita, con il 25,1% di età inferiore ai 18 anni, il 7,6% tra i 18 e i 24 anni, il 26,0% tra i 25 e i 44 anni, il 23,5% tra i 45 e i 64 anni e il 17,8% tra i 65 anni o più vecchio. L'età media era di 39 anni. Per ogni 100 femmine, c'erano 90,9 maschi. Per ogni 100 femmine dai 18 anni in su, c'erano 85,8 maschi.
Il reddito medio per una famiglia nella città era di $ 22.778 e il reddito medio per una famiglia era di $ 27.375. I maschi avevano un reddito medio di $ 29.688 contro $ 20.625 per le femmine. Il reddito pro capite per la città era di $ 14.409. Circa l'8,4% delle famiglie e il 13,9% della popolazione erano al di sotto della soglia di povertà, compreso il 9,0% di quelli di età inferiore ai 18 anni e il 28,6% di quelli di età pari o superiore a 65 anni.
Abitanti censitiAnno050100150200250300350197019801990200020102020Popolazione

## Istruzione
L'Hillcrest School District gestisce le scuole della zona, tra cui la Hillcrest Elementary School a Lynn e la Hillcrest High School a Strawberry. Il 1º luglio 2004 il distretto scolastico di Lynn si è unito al distretto scolastico di River Valley per formare il distretto scolastico di "Hillcrest. Patria delle Aquile Urlanti".